# Zvonik (Farkaševac)
Zvonik je naseljeno mjesto u Republici Hrvatskoj u Zagrebačkoj županiji. 

## Zemljopis
Administrativno je u sastavu općine Farkaševac. Naselje se proteže na površini od 2,13 km².

## Stanovništvo
Prema popisu stanovništva iz 2001. godine u Zvoniku žive 93 stanovnika i to u 27 kućanstava. Gustoća naseljenosti iznosi 43,66 st./km².
| broj stanovnika | 107   | 114   | 104   | 136   | 127   | 161   | 173   | 174   | 199   | 200   | 171   | 150   | 130   | 109   | 93    | 87    | 66    |
|                 | 1857. | 1869. | 1880. | 1890. | 1900. | 1910. | 1921. | 1931. | 1948. | 1953. | 1961. | 1971. | 1981. | 1991. | 2001. | 2011. | 2021. |